# Дорохин, Павел Сергеевич (депутат)
Па́вел Серге́евич Доро́хин (род. 25 октября 1965, Москва) — государственный советник РФ 2-го класса (с 2002); депутат Государственной Думы VI и VII созывов от КПРФ; секретарь Центрального комитета КПРФ (с 2013); член комитета Государственной Думы по обороне (с 2016), член комиссии Государственной Думы по правовому обеспечению развития организаций оборонно-промышленного комплекса РФ (с 2012); президент Национального союза народных и коллективных предприятий (с 2017); член Союза писателей России (с 2000).

## Биография

### Образование
В 1988 году окончил факультет международных отношений МГИМО. В 1990 году окончил аспирантуру при Институте востоковедения АН СССР (Москва). В 2003 году окончил факультет мировой экономики Дипломатической академии МИД России. Свободно владеет английским, бенгальским, французским и итальянским языками.

### Карьера
Член КПСС с 1986 года. Работал редактором, региональным обозревателем Главной редакции радиовещания «Иновещания» Гостелерадио СССР. В 1990—1991 годах — референт-секретарь Международного отдела ЦК КПСС, затем — ответственный секретарь Исполнительного комитета Союза обществ Красного Креста и Красного Полумесяца СССР.
С 1991 года руководил предприятиями в Москве. С 1995 года — директор госкорпорации «Радиокомплекс» (правопреемница Минрадиопрома СССР), с 1998 года — помощник депутата Государственной Думы РФ, советник руководителя фракции КПРФ в Государственной Думе. В 1999 году был доверенным лицом кандидата в Президенты РФ Г. А. Зюганова.
В 2000—2002 годах — начальник отдела по взаимодействию с законодательными органами РФ (палатами Федерального Собрания России) Министерства труда и социальной политики РФ.
В 2002—2009 годах работал в Торгово-промышленной палате России: в Департаменте по работе с территориальными палатами, с 2004 года — представитель Торгово-промышленной палаты в Италии (Милан). Одновременно занимал должности генерального директора московского офиса Итало-российской торговой палаты и заместителя генерального секретаря Итало-Российской торговой палаты. В 2010—2011 годах — советник ЗГД ФГУП «Рособоронэкспорт» (Москва).
В декабре 2011 года избран депутатом Государственной думы VI созыва по списку КПРФ от Свердловской области, был заместителем председателя Комитета Государственной думы по промышленности. Входил в состав комиссии Государственной думы по правовому обеспечению развития организаций оборонно-промышленного комплекса РФ.
С 24 февраля 2013 года — секретарь Центрального комитета КПРФ.
18 сентября 2016 года избран депутатом Государственной думы Российской Федерации VII созыва по федеральному списку от КПРФ (№ 1 в региональной группе № 24, Курганская область, Тюменская область).
Является членом комитета Государственной Думы по обороне (входит в подкомитет по содействию ВТС), член комиссии Государственной Думы по правовому обеспечению развития организаций оборонно-промышленного комплекса Российской Федерации.
С 2017 года — Президент Национального Союза Народных и Коллективных Предприятий.
Является координатором депутатской группы по связям с парламентом Республики Индия.
Координатор российской части Комиссии по сотрудничеству между Государственной Думой Федерального Собрания Российской Федерации и Народной скупщиной Республики Сербия.
Является Председателем «Российского общественного комитета в защиту генерала Младича». Активный участник международных конференций и симпозиумов, постоянный член российских парламентских делегаций в разных странах мира.
Является заместителем руководителя, членом правления Всероссийского созидательного движения «Русский лад». С 2003 года — член-корреспондент, в 2007—2008 годах — профессор Академии проблем безопасности, обороны и правопорядка.

## Законотворческая деятельность
С 2011 по 2019 год, в течение исполнения полномочий депутата Государственной Думы VI и VII созывов, выступил соавтором 48 законодательных инициатив и поправок к проектам федеральных законов.

## Семья
Женат, трое детей.

## Награды
- орден Св. Константина (2000);
- благодарность министра труда и социальной политики РФ за прохождение законов по пенсионной реформе и трудовому кодексу;
- диплом Торгово-промышленной палаты за развитие итало-российских отношений (2007);
- серебряная медаль Префекта Милана (2008) — за развитие итало-российских отношений в провинции Милан;
- благодарственное письмо за хорошую работу от генерального директора ФГУП «Рособоронэкспорт» А. П. Исайкина в связи с 10-летием предприятия (2010);
- орден «Защитнику России» I степени (2012) — за значительный вклад в защиту экономических интересов Российской Федерации;
- почетная грамота Государственной Думы Федерального Собрания Российской Федерации за существенный вклад в развитие законодательства Российской Федерации и парламентаризма в РФ (2013);
- благодарность Правительства Российской Федерации за многолетнюю, плодотворную законотворческую деятельность и развитие законодательства Российской Федерации (2013);
- медаль Министерства Обороны РФ «За возвращение Крыма» (2014);
- медаль Следственного Комитета Российской Федерации «За содействие» за законодательную защиту стратегических предприятий (2014);
- медаль Министерства обороны РФ «Памяти Героев Отечества» (2018);
- орден Знамени Республики Сербской с серебряным венцом, награду вручил Президент Республики Сербской Милорад Додик (2018);
- медаль Министерства обороны РФ «За заслуги в увековечении памяти погибших защитников отечества» (2019).

### Список произведений
- Сталин и Церковь. Глазами современников: патриархов, святых, священников. — М.: Эксмо, 2012. — 272 с. — (Рядом со Сталиным). — 2500 экз. — ISBN 978-5-699-58686-8.